# Pitchfork
《Pitchfork》（英语直译：草叉）（曾用名《Pitchfork Media》直译：草叉媒体），是一家美國的音樂网刊，專於發布音樂評論、音樂新聞、及音樂家訪談。網站介紹的內容主要為獨立音樂，特重獨立搖滾，亦有報導一些關於流行、嘻哈、民歌、爵士、重金屬、實驗音樂及電子舞曲等音樂類型的新聞。
网站由瑞安·施莱伯于1995年创立，最初是一个独立音乐博客。当时施雷伯在美国明尼阿波利斯郊区的一家唱片店工作，该网站因对独立摇滚音乐的详尽报道而为人所知。之后网站扩大覆盖面，关注包括流行音乐所有种类的音乐。Pitchfork在2015年被卖给了康泰纳仕出版集团，但施莱伯直到2019年离开公司之前仍然是网站主编。Pitchfork最初将公司设在明尼阿波利斯，后来搬到芝加哥，之后搬到布鲁克林绿点区。它的办公室目前位于纽约世界贸易中心一号大楼。
網站一般常關注新發行的音樂，但編輯群有時也會對重發專輯及Boxset做出回應。2011年，網站在創立滿15年時，與Converse共同推出「People's List」專輯排行榜，共排出Pitchfork創立以來最熱門的200張專輯。网站每年会发表年度最佳专辑和歌曲列表，以及年度专题和回顾。

## 网站历史
1995年末，美国明尼阿波利斯的高中毕业生瑞安·施莱伯受到本地音乐刊物的影响，创立了一个名为Turntable的独立音乐网站。网站每月更新一次，发布独立音乐相关的采访和乐评文章。次年5月，站点更名为Pitchfork，更新频率变为日更。名称来源于电影《疤面煞星》主角托尼·蒙大拿的纹身。2015年10月3日，康泰纳仕出版集团收购了Pitchfork，施莱伯继续担任网站主编。

## 音乐节
Pitchfork策划了2005年夏季在芝加哥的联合公园举办的Intonation音乐节。
Pitchfork音乐节自2006年夏季开始每年在芝加哥联合公园举办，首届音乐节每日吸引超过18000位观众入场。音乐节从2011年开始每年在法国巴黎举办。

## 外部連結
- 官方网站